# Kanócos lakat

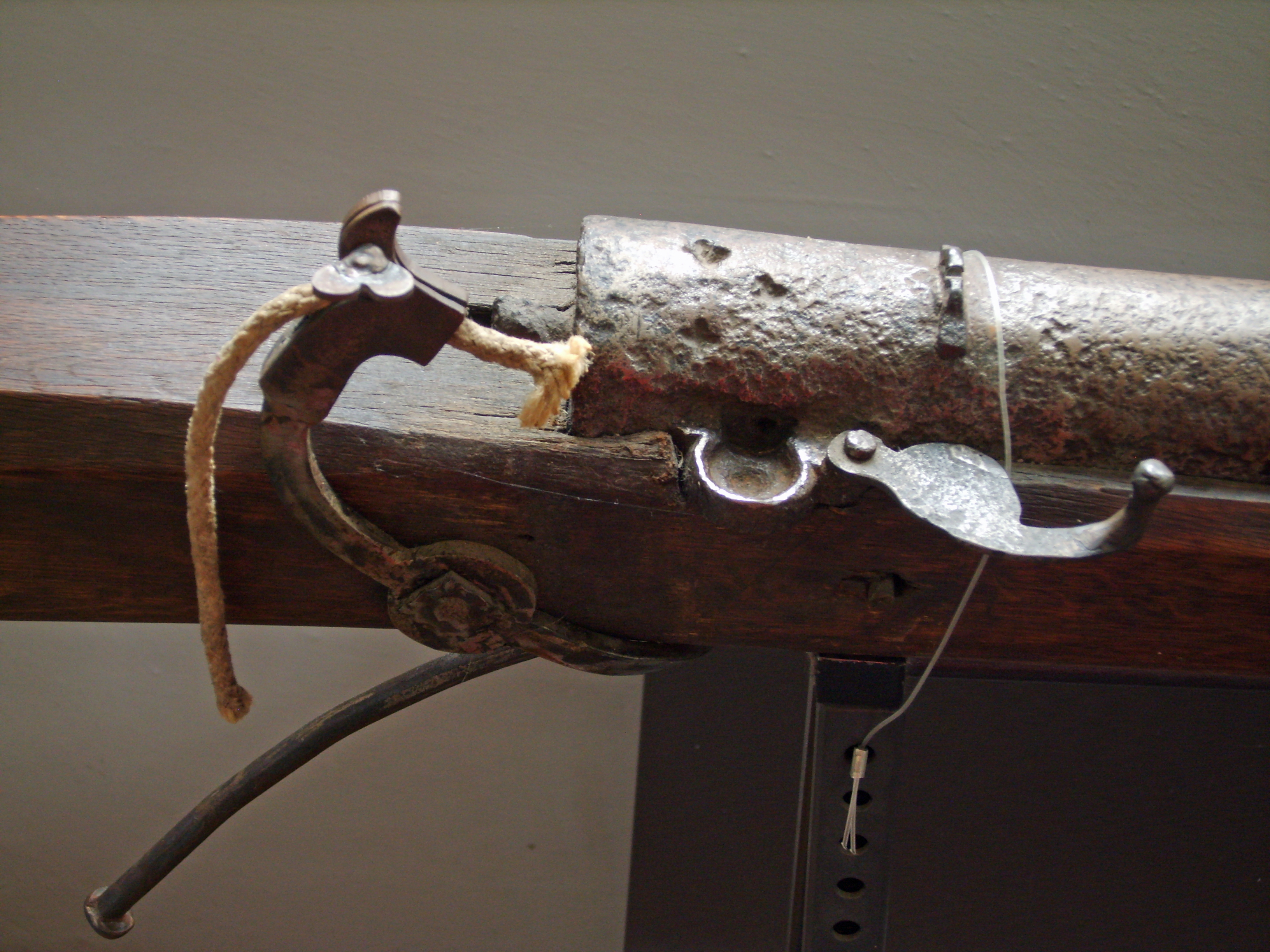
Egy korai német muskéta kanócos lakattal, fedeles serpenyővel

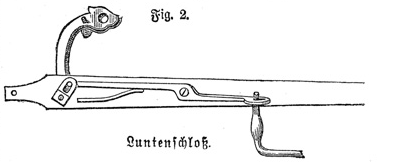
Az egyik legkorábbi kanócos lakat belső szerkezete
(Luntenschloss) egy régi német fametszeten

A kanócos lakat a kanócos fegyverek – pl. kanócos puskák, muskéták – elsütő szerkezete, az első a kézi lőfegyverek fejlesztésében, ami jelentősen megkönnyítette a fegyver elsütését. A legkorábbi egyszerű lakatoknál egy fémlemezre egy közepénél tengelyre rögzített S-alakra hajlított fémkart az egyik végén a parázsló kanóccal a gyúlyukba, vagy a serpenyőbe  lehetett billenteni a kar másik felének meghúzásával. Fejlettebb változatainál egy elsütőbillentyű meghúzásakor a kanócot tartó fémkart egy megfeszített rugó löki a serpenyőbe. A kanócos lakatot a kerékzárás lakat, majd a kovás lakat váltotta fel.

## Áttekintés

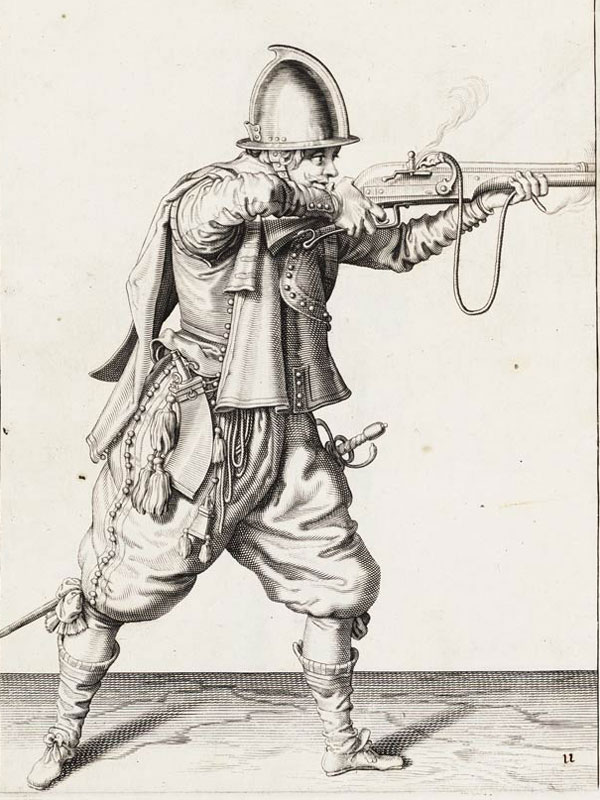
Muskétás lövés közben hátraütő kanócos sárkányú lakattal
17. századi német fametszeten

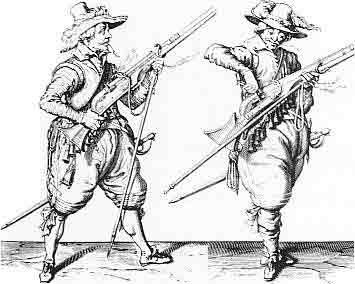
Muskétások a harmincéves háborúban.

A lőfegyvereket addig (mint a kéziágyút, szakállas puskát) egy kézben tartott parázsló kanóccal, izzó vaspálcával, égő fával (vagy ezekkel egyenértékű más eszközzel) kellett elsütni úgy, hogy ezt a gyúlyuk előtti mélyedésbe, később a serpenyőbe öntött felporzó lőporhoz kellett érinteni pont abban a pillanatban, amikor a katonának a célra kellett összpontosítania; ezért sok esetben egy másik katona tartotta oda az égő kanócot, miközben az első biztosan tartotta a fegyvert. A kanócos lakattal a tüzelést egyszerűbben, megbízhatóbban adhatta le egyetlen katona; a fegyvert mindkét kezével biztosan tarthatta és a szemével a célt követhette.
A kanócos lakatok megjelenése lehetővé tette a fegyver biztos vállhoz tartását és a fából készült tus archoz szorítását, így a lövés pontosabb lett. A kanócos  lakatszerkezetű fegyverek egyszerűségük, olcsóságuk és megbízhatóságuk miatt a legelterjedtebb, a  legtovább gyártott és használt lőfegyverek a világon.
A fejlesztések állomásai:
- egy „C” majd „S” alakúra hajlított fémkar a gyúlyukhoz érinti a ráerősített kanócot; két kézzel egyedül lehet fogni a puskát és elsütni,
- a gyúlyuk felülről oldalra került, így a vaspálca, a kanóc, vagy a kakas nem zavarta a célzást,
- a gyúlyuk mellé egy serpenyőt helyeztek, amibe a kanóc belehajlik, később a serpenyőre zárható fedelet szereltek,
- a kakast egy rugó tüzelésre kész helyzetben tartja egy bevágásban a lövés indításáig, ahonnan egy elsütőszerkezet billenti ki,
- a japánok elkészítették a lakatszerkezet „esőmentesítését” egy lakkozott fadobozzal.

A kanócos fegyverek leggyakoribb elnevezése arquebuse és muskéta, illetve ezekből a változatokból gyártották a legtöbbet; a korai meghatározásuk szerint a nehéz puska az arquebuse, a könnyű puska a muskéta, de az elnevezések gyakran keveredtek és változtak. A kanócos  puskát   „füstös moskotér"-nak, a kanócot „tüzes  madzagnak” vagy „apró csollongnak” hívták a korabeli magyar nyelvben.
Főbb hátrányai:
- egy égő kanóc kell, hogy mindig legyen valakinél az egységnél biztosítékként, meneteléskor, szállításkor,
- nem képes azonnali tüzelésre,
- a folyamatosan égő kanóc gyakori igazítást igényel a kakas pofájában,
- a kanóc és a felporzólőpor nedvességérzékeny,
- a serpenyőben lévő lőpor kiszóródhat, vagy a szél elfújhatja.

A kanócos lakatot a fejlesztésben a kerékzárás lakat, majd a kovás lakat követte és szorította ki a 17. század végén, de sok régiókban, például Közép-Ázsiában, a kanócos fegyvereket legalább a 19. század végéig használták.

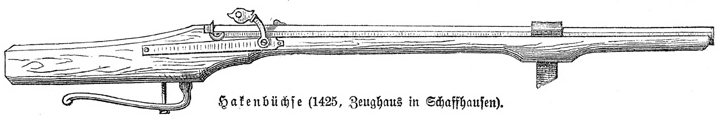
Félszakállas kanócos lakatú puska;
Hakenbuchse (Arquebuse) a Schaffhauseni fegyvertárból.
Németország, 1425.

## Leírása
A hagyományos európai kanócoslakat-szerkezetű tűzfegyvereken egy kis íves, többször hajlított kar (más néven kígyó, szerpentin) az egyik végén a kanóctartóba beszorított lassúégésű kanócot tart. A kar (vagy a később gyártottaknál az elsütőkar, avagy köznapi néven a ravasz) másik vége kiáll a fegyver aljáról, aminek a meghúzásakor a kar felső vége, a „kakas” (sárkány), benne a parázsló kanóccal a gyúlyukba, majd a későbbi fejlesztéseknél a serpenyőbe bukik, ott begyújtva a felporzó lőport. A lobbanás a gyúlyukon  keresztül begyújtja a fő töltetet a fegyver csövében. Nyilvánvaló biztonsági okokból a kakasból a parázsló kanócot ki kell venni, mielőtt újratöltenénk a fegyvert. Általában  a kanóc mindkét vége folyamatosan parázslik biztosítékképpen, ha az egyik vége véletlenül kialudna.
A legkorábbi, kezdetleges emelőkaros lakatokon csak egy „C”, majd egy „S” alakúra hajlított fémkart (kígyót, „szerpentint”) rögzítettek a lemezre a serpenyő mögött, vagy előtte (ez az úgynevezett „kígyólakat”, kígyózár, kígyózávár); egyik végén meghúzzák a kart, a másik fele a tengely körül elfordul és a kanócot a serpenyőbe érinti.
A legtöbb kanócos fegyvernél a kakast a serpenyő elé szerelték. Ilyen esetben a kakas hátrafelé billenve lobbantja be a lőport. Ez a működés épp fordított az előre ütő kovás kakashoz és a későbbi lőfegyverek működéséhez képest.
További fejlesztése volt a puskaműves mestereknek, hogy a fegyver csövét már huzagolták. Ettől a fegyver sokkal pontosabb lett ugyan és távolabbra is hord, de nagy hátránya, hogy sokkal tovább tart az újratöltése, mert a jól illeszkedő golyót a cső aljára kell verni a töltővesszővel a hornyok ellenében.
A kanócos lakat egyik fejlesztési változata az úgynevezett csapódó kakasos kanócos lakat, amelynél a kígyót vagy sárkányt tüzelésre kész, felhúzott helyzetben egy gyenge „V” rugó tartotta meg, a lövés leadásához az elsütő billentyűt (ravaszt) kellett meghúzni. Mivel a kanóc gyakran kialudt, amikor a kakas viszonylag erősen a serpenyőbe csapódott, ezért ezt a típust a sorkatonák nem szerették, de a mesterlövészek és a vadászok gyakran használták.

## Hátrányai, hibái

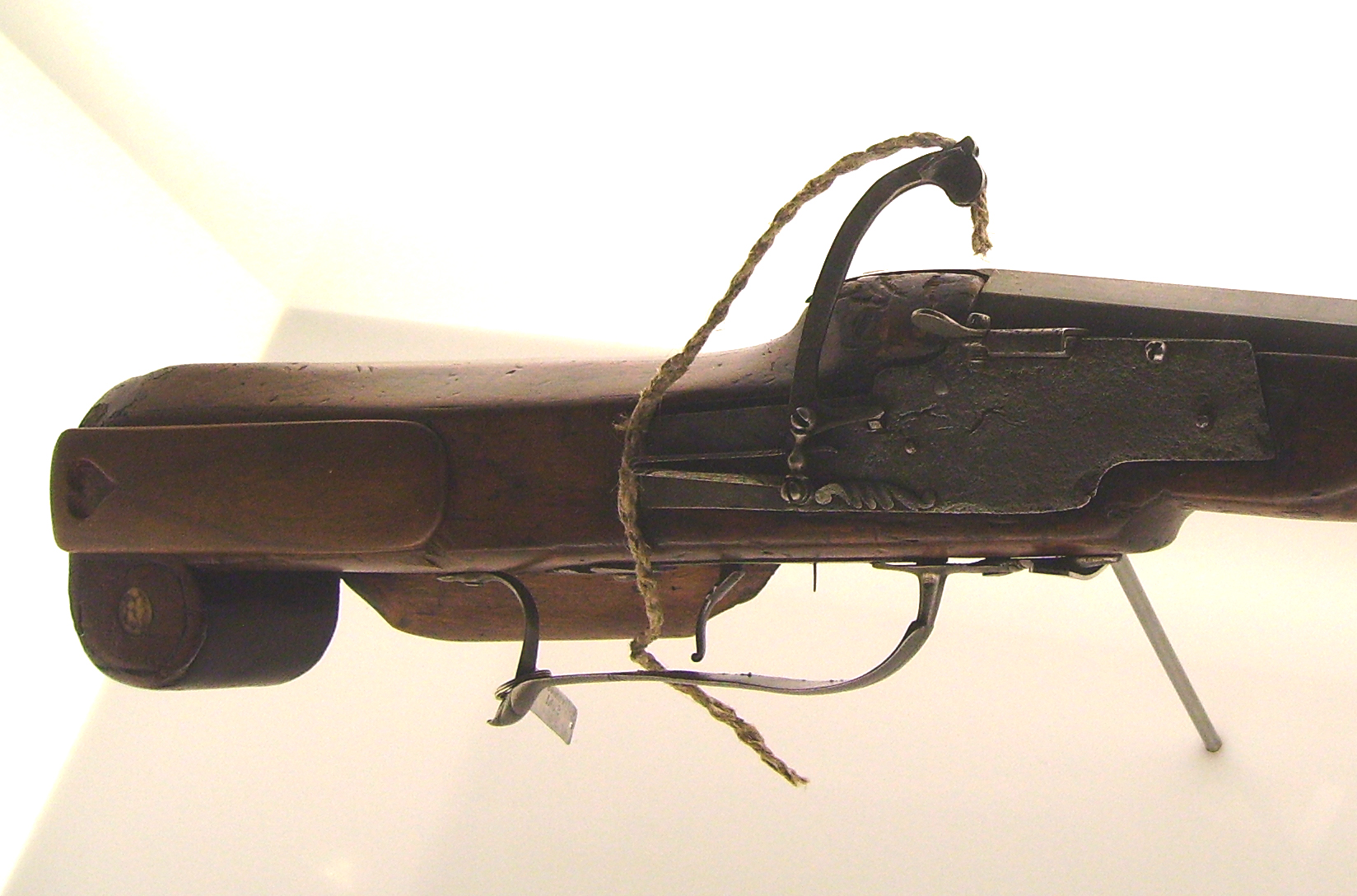
Korai kanócos lakat rugós elsütű szerkezettel
Fegyvermúzeum Németország,Suhl

A kanócos gyújtású fegyvereket sok gyengéjük ellenére szerették a katonák. Ha nem ég a kanóc, nem lehet tüzelni a fegyverrel; emiatt a kanócnak állandóan égnie kell, ezért egy későbbi ötlet alapján azt átitatták kálium-nitráttal, amitől a kanóc biztosabban és hosszabb ideig izzik. A kanóc nagyon érzékeny az időjárásra, így ez a legnagyobb hátránya ennek a fegyvernek. Esőben, hóesésben, ködben, de erősen párás időben is a kanóc nyirkos, nedves lesz, ami megnehezíti a meggyújtását, vagy a folyamatos izzását, égetését. Erős szélben viszont túl gyorsan ég a kanóc, ami így hamar elfogy, vagy a szél rossz helyre fújhatja róla a szikrát, vétlen elsülést, sőt tüzet is okozhat akár a lőportartó szaruban, vagy a lőporos hordóban tárolt lőport is begyújthatja. Másik nagy hátránya az égő kanócnak, hogy az izzása napközben is, de főleg éjjel felfedi, elárulja az ellenségnek a katonák helyzetét; ez járőrben, vagy őrségben a legveszélyesebb. Zavaró és árulkodó az égő kanóc szaga és füstje is. Nagyon veszélyes az a helyzet is, ha a katonák hanyagul kezelik a kanócot nagy mennyiségű puskapor mellett (például, amikor feltöltik a lőportartó szaruikat). Ezért a lőport szállító és őrző katonai egységek elsők között kaptak a biztonságosabb fegyverekből, mint például a keréklakatos, majd a kovás fegyverekből.
Nagyon drága és gazdaságtalan kanócos fegyveres őrséget is hosszú ideig állítani. Egyetlen őr éjszakai őrségben, ha a kanócot mindkét végén égetette, óránként 30 centimétert, évente akár másfél kilométer kanócot is elhasználhatott.

## Története

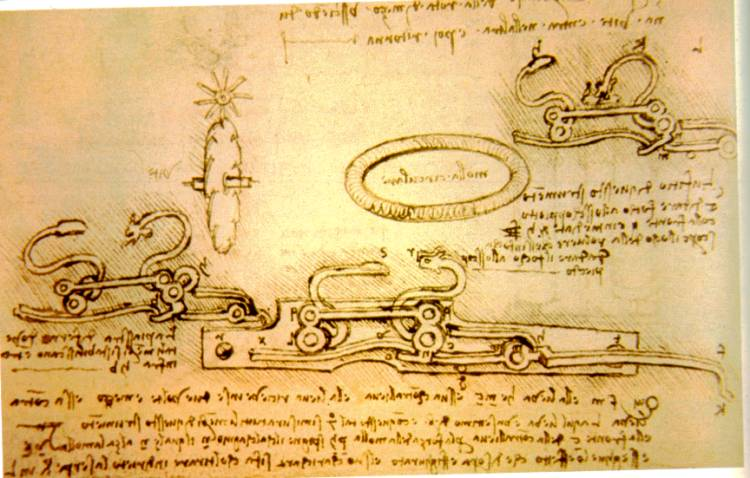
Leonardo da Vinci rajza sárkányos lakatokról és elképzelése egy forgó többlövetű zárról (revolver).
15. századi rajz titkosírással

A kanócos lakat ötlete Közép-Európából származik a 15. század közepéről, valószínüleg a számszeríjak elsütő szerkezetének mintájára találták ki; a „kígyó" alak első rajza egy osztrák kéziratban tűnik fel. Az első kanócos lakatú szerkezet rajza 1475-ből való (ez az első lőfegyver ábrázolás „ravasszal”), de ez a változat általánosan csak a 16. században vált elterjedtté. Ebben az időszakban a kanócos fegyverekkel a csatasorba állított katonák sortüzet adtak le az ellenség csapataira. Ez a sortűz sokkal hatékonyabban találta el az ellenfél egységeit, vagy állított meg egy rohamot, mintha a katonák külön-külön próbáltak volna meg eltalálni egyéni célokat.
A kanócos lakatú fegyverek nagyon egyszerű lőfegyverek, és gyakran összehasonlították azokat az íjakkal és számszeríjakkal tűzgyorsaságuk, átütőerejük és megállítóképességük alapján. Sok tényezőben elmaradtak ugyan az íjakkal szemben, de a muskéta és az arqebuse előállítási költsége kisebb és gyártása jóval gyorsabb; a kanócos fegyverek elsütésekor a hangja miatt a lélektani hatása a lovakra és az emberekre pedig sokkal nagyobb, mint az íjzápornak. A legnagyobb előnyük az íjászokkal szemben azonban az, hogy muskétásokat sokkal olcsóbb és gyorsabb tömegesen kiképezni, mint íjászokat; két-három hét alatt bárkiből megfelelő sorkatonát képezhettek, aki meg tudta tölteni a fegyvert, és parancsra sortüzet adott az ellenség soraira.
Annak ellenére, hogy már megjelentek és sorozatban gyártottak fejlettebb gyújtási rendszerű lőfegyvereket, mint például a keréklakatos és egyszerű kovás puskákat; az alacsony gyártási költség, az egyszerűség, valamint a hosszan tartó biztos működés miatt a kanócos lakatot az európai hadseregekben egészen 1720-ig hadrendben tartották. Végül a kanócos lakatú szerkezeteket a valódi kovás fegyver teljesen kiszorította, és ez lett a gyalogos katonák fő fegyvere a nagy hadseregekben.

### Oszmán birodalom

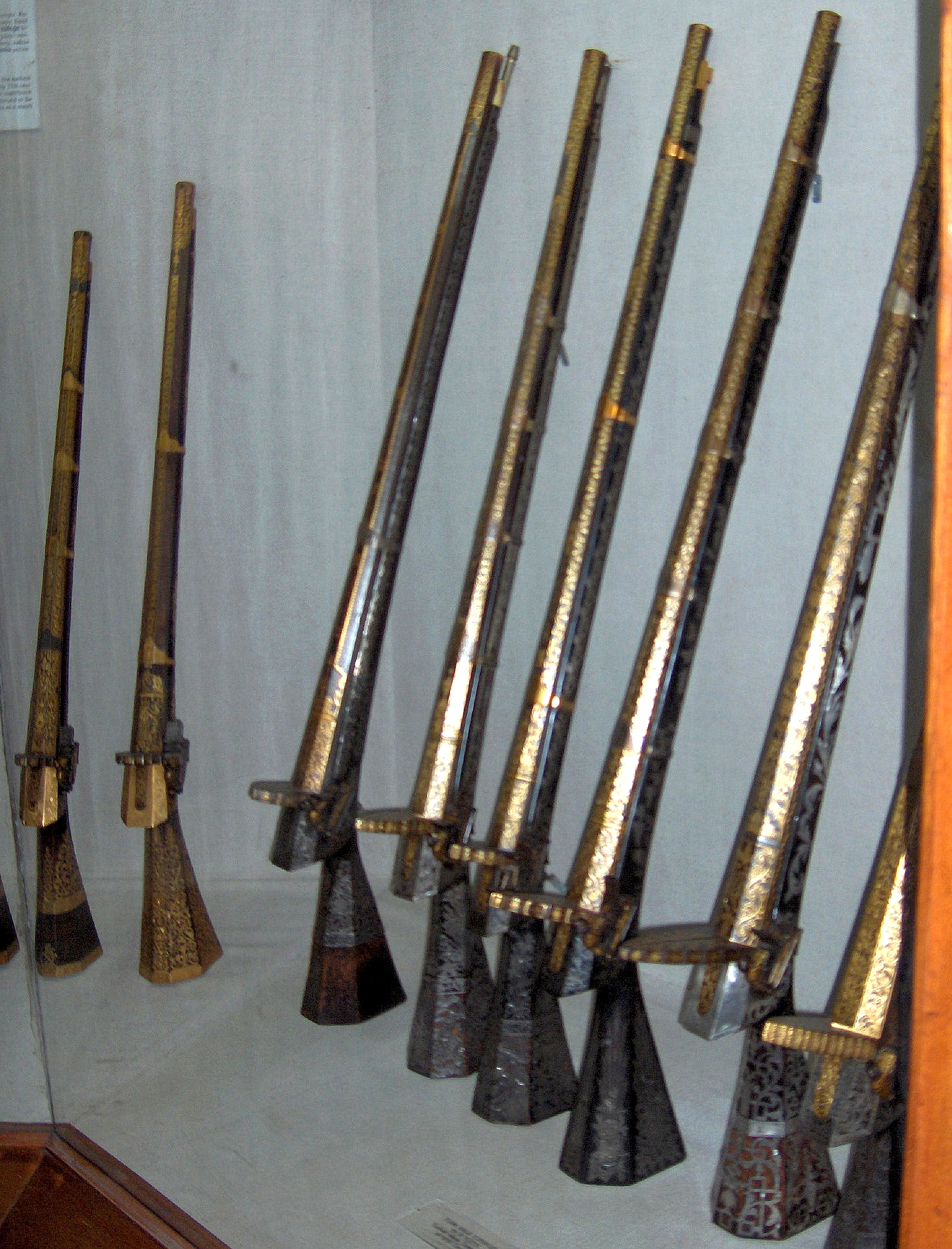
Oszmán dúsan díszített kanócos és kovás fegyverek.
Topkapı Palota, Isztambul, Törökország.

David Nicolle elmélete szerint janicsár csapatok már az 1440-es évektől kezdődően kanócos fegyverrel harcoltak az oszmán hadseregben, de ezt az elméletet még nem támasztották alá kellő bizonyítékokkal. Robert Elgood szerint a török és az olasz hadsereg használt már Arquebuse-t a 15. században, de az is lehet, hogy az egy kézi ágyú féle fegyver (vagy valamilyen szakállas puska) lehetett, nem pedig kanócos lakatú puska. A jelenlegi általánosan elfogadott nézet szerint a kanócos lakat az elsütőszerkezettel először 1470 körül jelent meg  Németországban, és onnan terjedt szét egész Európában a zsoldos katonák közvetítésével, ők mutatták meg az új lakatú fegyvereiket helyi puskaműveseknek és javíttatták velük azokat, majd később a kereskedelem az egész világra terítette.
Az arquebuse egy továbbfejlesztett változatát  kereskedők szállították például Indiába Bábur mogul sah seregének 1526-ban.

### Kínai birodalom

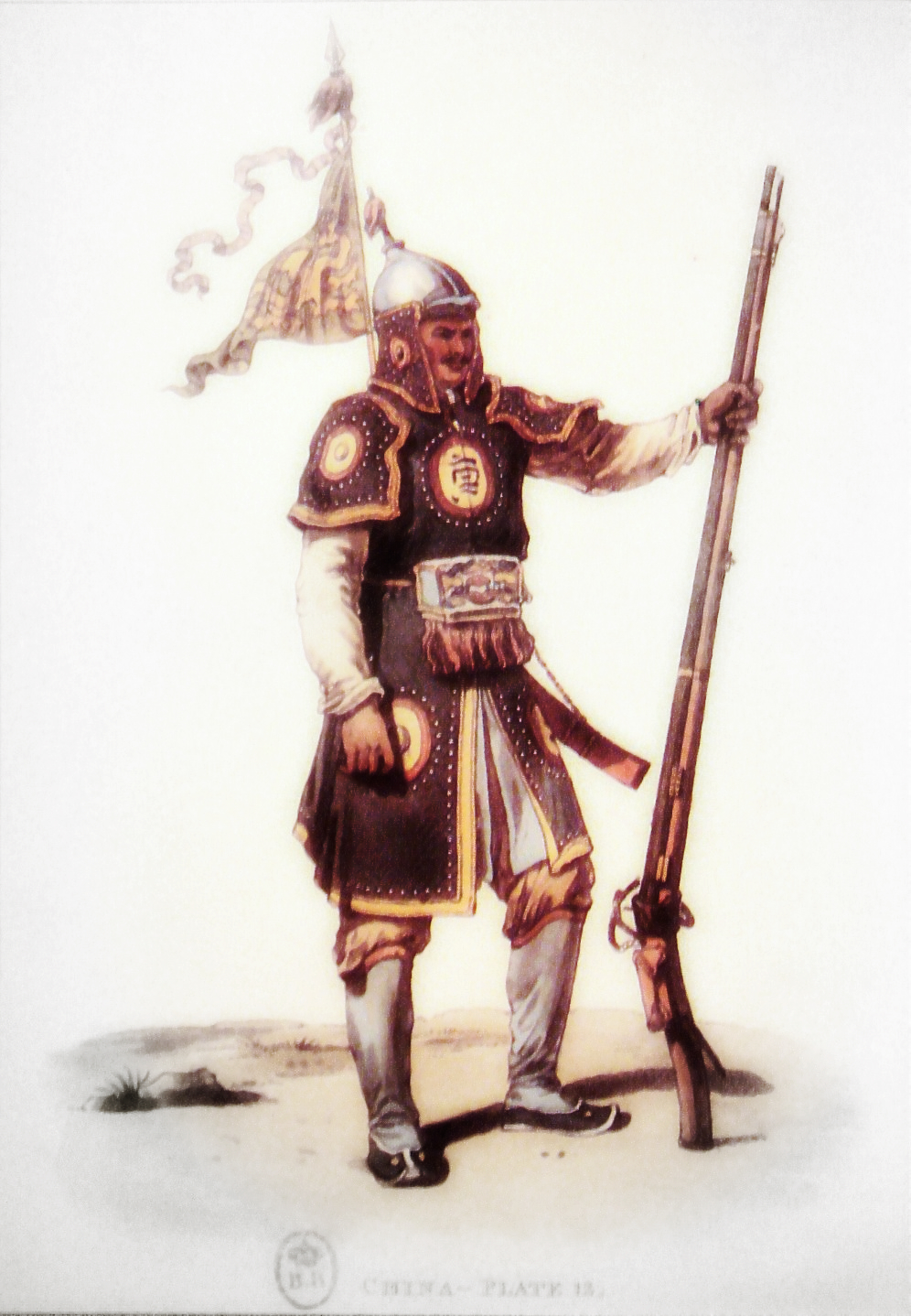
Kínai katona kanócos lőfegyverrel.
William Alexander, színezett kőnyomat (1793-ból)

Kínában találták fel ugyan a puskaport és az ezt használó lőfegyvereket is, de a kanócos lakatú fegyverek portugál közvetítéssel érkeztek oda. Európai puskaműves mesterek finomították, fejlesztették a kínai eredetű Kéziágyúk felépítését, szerkezetét és működését, amely fegyverek a korai 15. században jutottak erre a földrészre, itteni fegyverkovácsok művei a kanócos lakatszerkezetű fegyverek. A kínaiakhoz a 16. században a portugálok juttatták el a kanócos fegyvergyártási eljárást és az arquebuse-öket még a 19. században is használták ott. Kínai források szerint 1522-ben egy kínai-portugál háborúban, a Xicaowan (Shancǎo Wān) tengeri csata után foglaltak le portugál ágyúkat és arquebuse-öket, amik másolásával kezdtek ilyen fegyverek gyártásába. Egy másik vélemény szerint Kínába, mielőtt a portugál fegyverek megjelentek volna, már eljutott egyfajta török könnyű muskéta, amit a kínaiak „madarászpuskának” hívtak.

### Japán birodalom

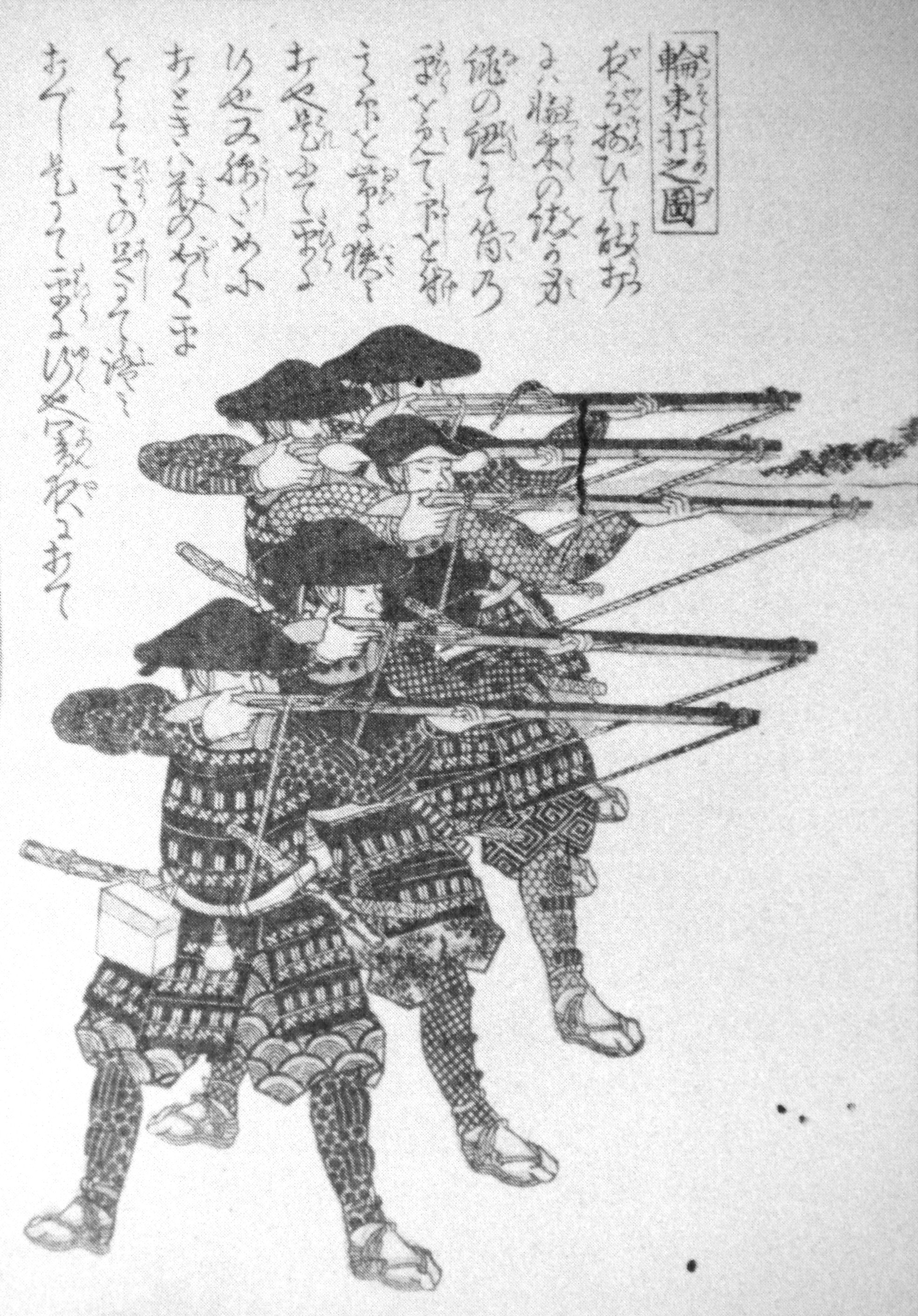
Japán gyalogos katonák (ashigaru) tanegasimával (kanócos puskával)

Japánba az első kanócos lakatú fegyverek – az ilyen működésű tűzfegyvereket a japánok tanegasimának nevezik – a hivatalos feljegyzések szerint szintén portugál közvetítéssel jutottak 1543-ban. Az első tanegasimák valószínűleg csapódó kakasos kanócos puskák lehettek; ezeket a fegyvereket az 1510-ben a portugálok által elfoglalt portugál India fővárosában, Goa fegyverműves műhelyeiben készíthették. Míg Japánban a kovácsok már régóta képesek különlegesen edzett acélt (pl. kard, tőr, kés) előállítani, a kanócos fegyverek rugóját mégis inkább edzett bronz ötvözetből gyártották biztonsági okokból. A tanegasima elnevezést a fegyver egy japán szigetről kapta: ide menekültek egy vihar elől portugál felfedezők egy kínai dzsunkán és itt horgonyt vetettek. A sziget (földes)ura Tanegasima Tokitaka (1528-1579) az ide vetődött portugáloktól megvásárolt két kanócos lakatú puskát, amelyek csövét és zárszerkezetét lemásoltatta, majd pedig gyártatta egy helyi fegyverkováccsal, aki addig szamuráj kardokat készített. Néhány éven belül elterjedt a tanegasima használata egész Japánban, ami döntően megváltoztatta a csatákat és háborúkat, illetve az egész hadviselést a szigeteken.
Bizonyítékok szerint kanócos puskát használtak egyes csapatok a keresztény Abesszíniában a késő-középkorban. Bár sok modern puskát szállítottak Etiópiába a 19. század során, kortárs brit történészek feljegyezték, hogy parittyákat és öreg, használt kanócos lakatú puskákat használtak önvédelemre, illetve a Ras (hercegi) hadseregben.

## Újkori használat

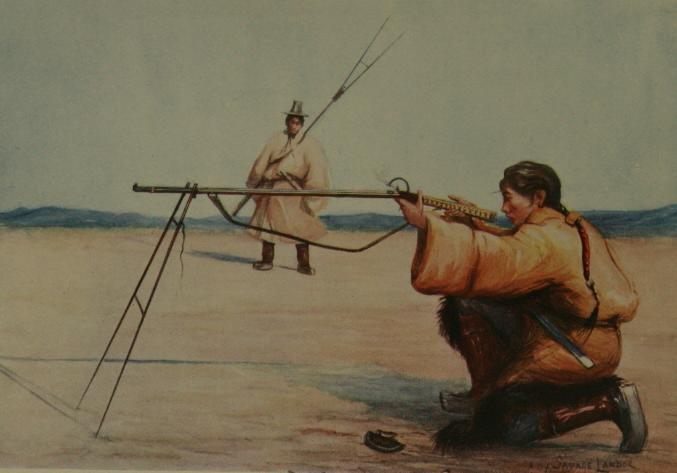
Tibetiek kanócos puskával (1905 körüli festmény)

Tajvanon a Csing-dinasztia uralma alatt a hakkák és a tajvani őslakosok is kanócos fegyverekkel (muskétákkal) harcoltak, melyeket han kereskedők adtak el nekik. A kínai-francia háborúban (1894) a hakkák és a bennszülöttek közösen harcoltak a franciák ellen kanócos muskétáikkal a Keelung hadjáratban és a Tamsui csatában.
A hakkák újra használták a kanócos muskétáikat a tajvani japán megszállás (1895) idején is, és a későbbi japán uralom elleni lázadásokkor közösen harcoltak ilyen fegyverekkel a tajvani bennszülöttek.
A tibetiek kanócos puskát használtak a kora 16. századtól egészen a közelmúltig. Tibeti nomád harcosok arquebuse-zel  harcoltak még a 20. század közepén Tibet kínai megszállása idején is az ellenséggel. A tibeti nomádok még manapság is kanócos puskával vadásznak farkasokra, vagy más ragadozó állatra. Ezekhez a kanócos lakatú arquebuse-ökhöz általában egy hosszú, kihegyezett, összecsukható villás állvány tartozik, arra állítják a fegyvert; a puska része a tibeti hagyományos nomád felszerelésnek, a díszöltözetük „melléklete”. Ezek között a fegyverek között néhány nagyon értékes: az arquebuse-ökön bonyolult véseteket, ezüst és arany berakásokat találunk, a csövük pedig damaszkuszi acélból készült. A 20. század elején Sven Hedin felfedező is találkozott tibeti törzsekhez tartozó fegyveres lovasokkal Hszincsiang határai mentén, akik kanócos puskát hordtak maguknál.

## Képtár

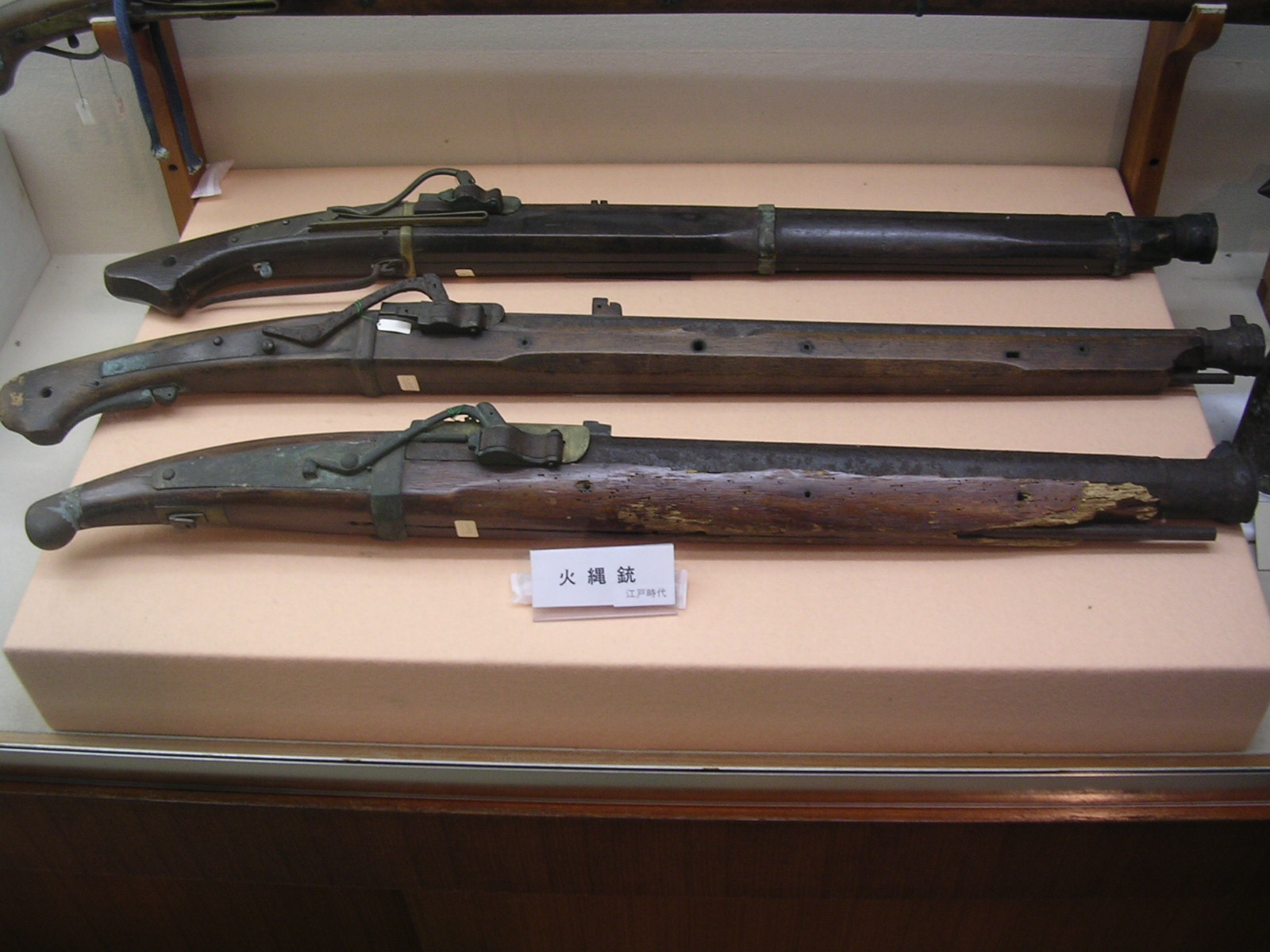
Különböző japán (szamuráj) Edo-kori kanócos puskák (tanegasima).
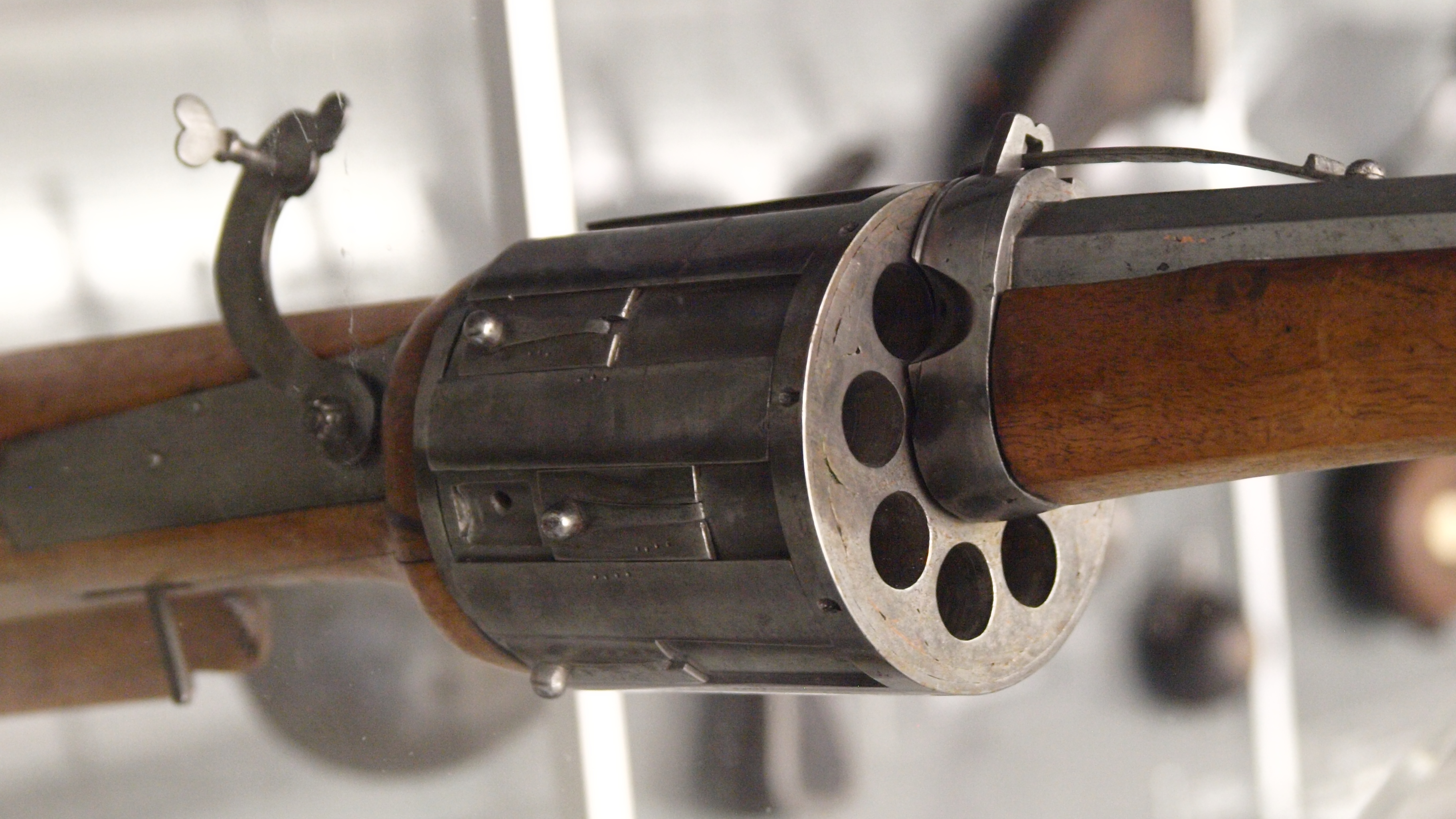
Nyolclövetű kanócos forgótáras fegyver (revolver), Németország, 1580 körül.
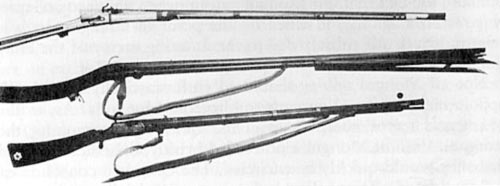
Kanócos lőfegyverek Kína területéről. Kína, Ming-dinasztia (1368-1644)
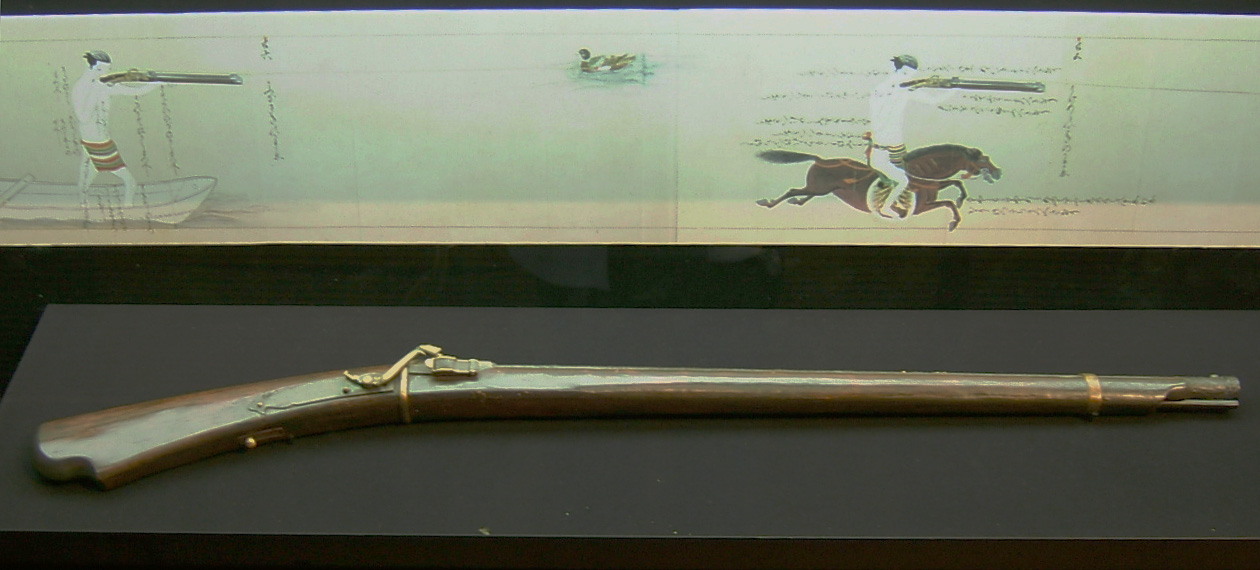
Japán arquebuse gombos elsütő szerkezettel. A faliképen csónakos és lovas vadász tanegashima-val

### Magyar nyelven
- A kanócos lakat és kezelése
- A keréklakat és használata
- A kovás lakat története
- Lövészet kovás sütésû fegyverekkel
- Az elöltöltő fegyver töltése
- Kelenik József Szakállas puskák a XVI. századi magyarországi inventáriumokban
- Kelenik József A kézi lőfegyverek jelentősége a hadügyi forradalom kibontakozásában

### Idegen nyelven
- Flayderman Útmutató antik lőfegyverekhez, valamint azok értékelése 7. Norm Flayderman 1998 Krause Publications ISBN 0-87349-313-3, ISBN 978-0-87349-313-0
- Blackmore, Howard L., Lőfegyverek és puskák a világban. Viking Press, New York, 1965
- Blair, Claude, Pisztolyok világa. Viking Press, New York, 1968
- Lenk, Torsten, A Kovás lakat: eredete és fejlesztése. Urquhart, G. A., Hayward, J. F. Bramwell, New York, 1965
- A kovás puskák használata az 1812-es háborúban
- Kovás puskák és pisztolyok Gyűjteménye Kereskedelmi oldal, kiváló történelmi ismertetőkkel; több mint 30 különböző kovás puska a 17. és a 18. századból; Franciaországől, Németországből, az Egyesült Királyságból és az Egyesült Államokból.
- Lőfegyverek a Liechtensteini hercegi gyűjteményből A Metropolitan Museum of Art kiállítási katalógusa (a teljes online PDF elérhető), kovás puskákról tartalmaz anyagokat.

## Lásd még
- Kovás lakat és kovás fegyver
- Kerekes lakat
- Ütőkakasos lakat
- Miquelet
- Doglock
- Csappantyús fegyverek
- Gyutacsos fegyverek

## Fordítás
Ez a szócikk részben vagy egészben  a   Matchlock című angol Wikipédia-szócikk ezen változatának fordításán alapul.  Az eredeti cikk szerkesztőit annak laptörténete sorolja fel. Ez a jelzés csupán a megfogalmazás eredetét és a szerzői jogokat jelzi, nem szolgál a cikkben szereplő információk forrásmegjelöléseként.